# 少女ムシェット
『少女ムシェット』（しょうじょムシェット、フランス語: Mouchette）は、1967年のフランス映画である。 

## 略歴・概要
ジョルジュ・ベルナノスの小説を原作に、ロベール・ブレッソンが少女の不幸を描いたドラマ。貧しく苦労を重ねてるブルーカラーの一少女がどんどん不幸になっていく様を冷徹な目線で描いたブレッソンの代表作の一つである。のちの『ロゼッタ』や『ダンサー・イン・ザ・ダーク』にも影響を与えた。 
日本では、1974年（昭和49年）9月、コロネット商会の子会社コロネット・シネマ・アンテレクチュエルが買付けて提供し、エキプ・ド・シネマが配給した。1996年（平成8年）6月のフランス映画社配給による公開は再映である。

## あらすじ
病床の母親とろくに働かないアル中でDV体質の父親を持つ14歳のムシェットは、学校でも極貧であるという理由で無視され、友達のまったく居ない生活を送っていた。ある日の学校の帰り道、森へ迷い込み、密猟の男に出会う。その男はてんかんの発作と幻覚症状を抱えていた。密猟の男に犯され、母親は死に、父親に暴力を振るわれ、森番の妻に怒鳴られ、どこへ行っても誰にも味方もされず、不幸のどん底にいるムシェットには居場所がなかった。

## スタッフ
- 監督・脚本：ロベール・ブレッソン
- 製作：アナトール・ドーマン
- 原作：ジョルジュ・ベルナノス
- 撮影：ギスラン・クロケ
- 音楽：クラウディオ・モンテヴェルディ、ジャン・ウィエネル

## キャスト
- ナディーヌ・ノルティエ：ムシェット
- ポール・エベール：父親
- マリア・カルディナール
- ジャン＝クロード・ギルベール